# 天主教林斯教区
天主教林斯教區（拉丁語：Dioecesis Linensis），是巴西一個天主教教區，包括聖保羅州中部二十三市，屬博圖卡圖總教區。
教區的前身卡費蘭迪亞教區成立於1926年6月21日，1950年5月27日教座遷移，教區亦易名至今。
2004年有教友183,350人，佔總人口65.4%。有卅二個堂區、司鐸四十九人。現任教區主教為伊里內烏·達內隆。